# US National Ice Center
US National Ice Center (USNIC) – ośrodek operacyjny United States Navy (USN), National Oceanic and Atmospheric Administration (NOAA) i United States Coast Guard (USCG) utworzony w 1995 roku w celu dostarczania informacji wywiadu środowiskowego o lodzie i śniegu dla rządu Stanów Zjednoczonych.

## Historia
Pierwsze analizy lodu i śniegu na potrzeby Departamentu Obrony Stanów Zjednoczonych zaczęła dostarczać po II wojnie światowej United States Navy (USN) . Utworzona w 1970 roku National Oceanic and Atmospheric Administration (NOAA) zaczęła sporzņądzać analizy na podstawie zdjęć satelitarnych . W 1976 roku USN i NOAA utworzyły wspólny ośrodek analityczny Joint Ice Center (JIC) . W 1995 roku do JIC dołączyła United States Coast Guard (USCG),tworząc US National Ice Center (USNIC) . 

## Działalność
US National Ice Center prowadzi monitoring lodu morskiego z centrali – ośrodka operacji satelitarnych NOAA w Suitland, otrzymując również informacje od statków amerykańskich w regionach polarnych . Centrum opracowuje analizy i prognozy lodu morskiego dla Stanów Zjednoczonych oraz ośrodków naukowych wspieranych przez rząd .
Sporządza codziennie i co tydzień analizy lodu morskiego dla regionu arktycznego i antarktycznego. Codziennie wykreśla mapy zasięgu lodu i śniegu. Monitoruje zasięg lodowców szelfowych oraz analizuje stan lodu na morzach, jeziorach i rzekach. 
Również monitoruje, dokumentuje i nadaje nazwy antarktycznym górom lodowym, które spełniają kryteria minimalnej wielkości. Monitoring obejmuje góry o długości najdłuższej osi przynajmniej 10 NM (18,5 km) lub o powierzchni przynajmniej 20 NM² (68,5 km²). Centrum stworzyło system nadawania nazw antarktycznym górom lodowym, których pierwszy człon A, B, C lub D oznacza jeden z kwadrantów, na które umownie podzielono kontynent, a drugi człon to numer porządkowy (każda nowa góra otrzymuje kolejny numer). Analiza gór lodowych prowadzona jest raz w tygodniu na podstawie wysokiej rozdzielczości zdjęć satelitarnych.

## Struktura
Ośrodek operacyjny tworzą kadry United States Navy, National Oceanic and Atmospheric Administration (NOAA) i United States Coast Guard . Centrum kieruje dyrektor, który jednocześnie dowodzi ośrodkiem Naval Ice Center amerykańskiej marynarki – obecnie (stan na 2022 rok) stanowisko to piastuje komandor porucznik US Navy Casey J. Gon.